# Dominique Laroche
Dominique Laroche (* 1960er in Québec, Québec) ist ein ehemaliger kanadischer Freestyle-Skier. Er startete in allen Disziplinen und hatte seine Stärken im Aerials (Springen). Im Weltcup erreichte er neun Podestplätze. Seine Brüder Yves, Alain und Philippe waren ebenfalls als Freestyle-Skier aktiv.

## Biografie
Dominique ist das zweite von sieben Kindern des Architekten Guy Laroche (1930–?) und seiner Frau Suzanne (geb. Grondin, 1931–2017) aus Lac-Beauport. Mit drei seiner Brüder bildete er die Speerspitze der sogenannten „Québec Air Force“. Seine jüngere Schwester Lucie war als Skirennläuferin aktiv.
Seinen ersten Freestyle-Wettkampf bestritt er 1979 in Tignes und landete als Dritter auf Anhieb auf dem Podest. In der ersten Saison 1980 gab er sein Debüt im Freestyle-Skiing-Weltcup. Erste Spitzenresultate erreichte er im Springen, konnte sich aber auch im Ballett und in der Kombination in den Punkterängen klassieren. Sein erster Podestplatz gelang ihm im März 1980 mit Rang drei in seiner Paradedisziplin in Tignes. 1980/81 schaffte er drei weitere dritte Plätze und schloss die Disziplinenwertung als Dritter ab. Auch in der Ballett- und der Moguls-Wertung erreichte er jeweils Karrierehochs. In seiner dritten und letzten Weltcup-Saison konnte er fünf Podestplätze für sich verbuchen, darunter sein einziger zweiter Rang (Mont Sainte-Anne) sowie sein einziger in der Kombination (Livigno). Danach beendete er seine aktive Laufbahn im Leistungssport.
Nach dem Karriereende belegte Laroche zunächst einige Kurse an der Universität Laval und arbeitete dann als Kommentator, Moderator und Mitwirkender in Freestyle-Shows. Heute ist er als Immobilienmakler aktiv. Er ist verheiratet und Vater von drei Töchtern.

## Erfolge

### Weltcupwertungen
| Saison | Gesamt | Gesamt | Aerials | Aerials | Moguls | Moguls | Ballett | Ballett | Kombination | Kombination |
| Saison | Platz  | Punkte | Platz   | Punkte  | Platz  | Punkte | Platz   | Punkte  | Platz       | Punkte      |
| ------ | ------ | ------ | ------- | ------- | ------ | ------ | ------- | ------- | ----------- | ----------- |
| 1980   | 11.    | 130    | 6.      | 80      | –      | –      | 23.     | 28      | 14.         | 22          |
| 1981   | 7.     | 279    | 3.      | 130     | 51.    | 5      | 11.     | 89      | 8.          | 55          |
| 1982   | 7.     | 243    | 6.      | 133     | –      | –      | 17.     | 70      | 12.         | 40          |

### Weitere Erfolge
- min. 1 kanadischer Meistertitel (Aerials 1983)[6]